# 威廉斯敦 (肯塔基州)
威廉斯（英語：Williamstown），是美国肯塔基州的一座城市。建立于1820年，面积约为44平方公里（17平方英里）。根据2010年美国人口普查，该市的人口为3,925人。